# Fronteira Letónia–Lituânia
A fronteira entre a Letónia e a Lituânia é a linha de cerca de 453 km de extensão, sentido oeste-leste, que separa as duas repúblicas bálticas, Lituânia e Letônia, passando ao norte da primeira.  No oeste se inicia no litoral do Mar Báltico e vai até a fronteira tríplice Lituânia-Letônia-Bielorrússia, passando nas proximidades das cidades de Daugavpils (Letônia) e Visaginas (Lituânia) nesse extremo leste.
Separa os condados lituanos (do litoral para leste) de Klaipėda (onde fica o porto de Klaipėda - antiga Memel Alemã), Telšiai, Šiauliai, Panevėžys, Utena de 9 distritos do sul da Letônia, desde Liepaja no litoral até Kraslava no extremo leste.
Já se formara essa  fronteira em 1917/1918 com o fim da Primeira Grande Guerra quando ambos países ficaram independentes do Império Russo, que se tornaria a União Soviética. Com a eclosão da  Segunda Grande Guerra em 1939, ambos países passaram a fazer parte da União Soviética. Somente voltou a haver essa fronteira internacional em 1991, com a nova independência dos dois países na dissolução da União Soviética.